# Часослов Етьєна Шевальє
«Часослов Етьєна Шевальє» (фр. Heures d'Étienne Chevalier) — ілюмінований манускрипт, створений першим майстром французького Відродження Жаном Фуке близько 1452–1460 рр.

## Замовник
Манускрипт носить ім'я замовника, Етьєна Шевальє (1410–1474), який, користуючись заступництвом королівської фаворитки Сорель, зробив блискучу кар'єру: був секретарем, фінансовим радником, потім королівським скарбником, а також другом Карла VII і його сина Людовика XI.
З Шевальє також пов'язана історія створення найзнаменитішого твору Жана Фуке — «Меленського диптиха», на якому в образі Мадонни, ймовірно, зображена Агнеса Сорель. Зображення Шевальє можна знайти в обох роботах. У розвороті часослова з Шевальє, що постає перед Мадонною, Фуке повторює той же мотив, що використаний в диптиху, лише переосмислює деякі ідеї. Донатор повторений практично ідентично, його святий покровитель виставлений вперед. Богоматір вже не написана з Агнеси Сорель, але також зображена з оголеною груддю, яку вона дає немовляті.
Відміна від станкової картини полягає в тому, що тепер обидва головних персонажі, Шевальє і Мадонна написані в одному приміщенні. Фуке таким чином показує, що Шевальє досяг Царства Небесного і оточений ангелами, в такий спосіб вшановуючи свого благодійника. Інша мініатюра зображає похорон Шевальє, як вважається, Фуке зобразив його ще за життя замовника, і випередив подію, завдяки якій Шевальє зможе поставати Мадонні.

### Зображення Етьєна Шевальє

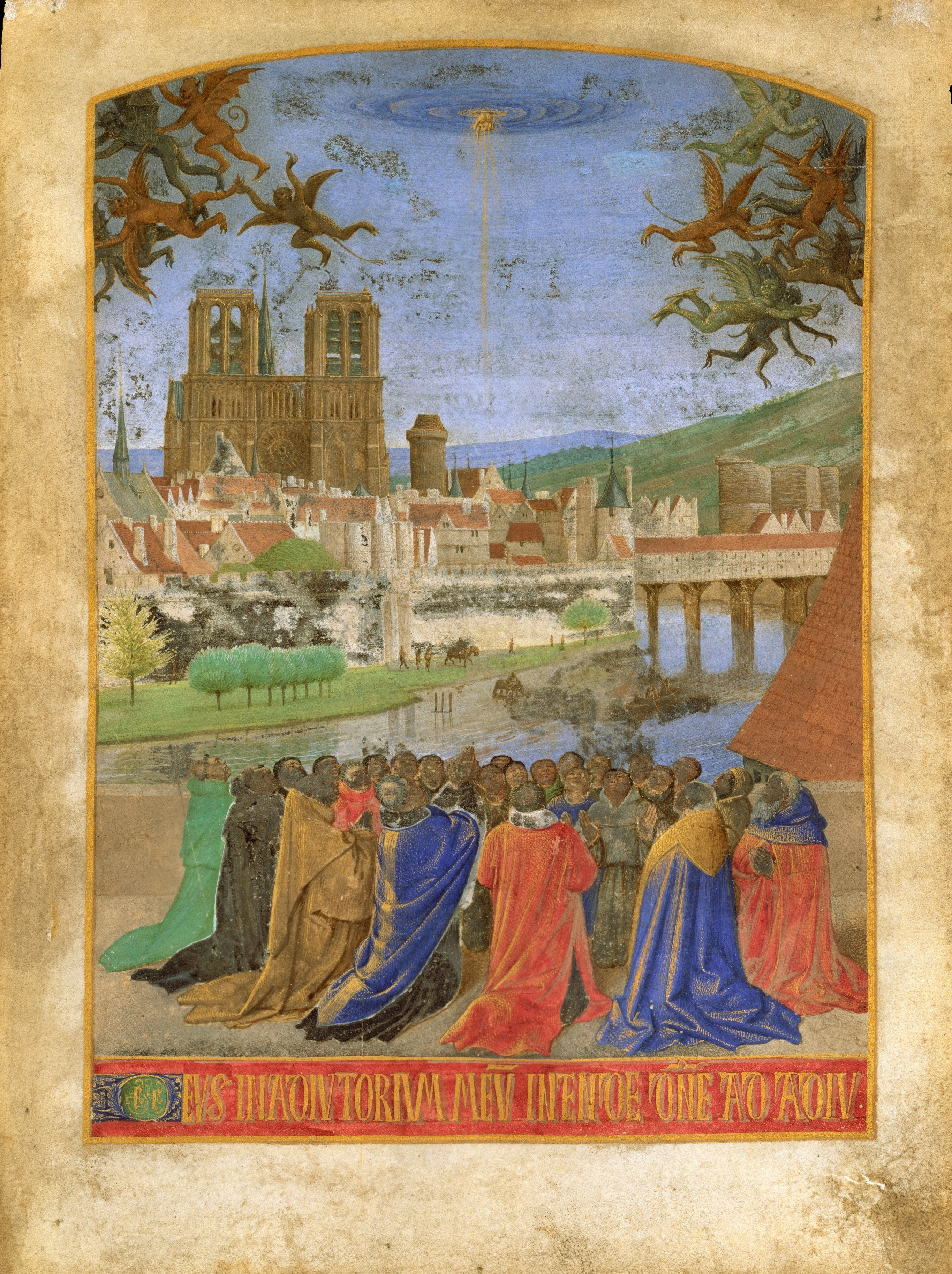
«Десниця Господа», деталь: Вид Парижа з Собором Паризької Богоматері

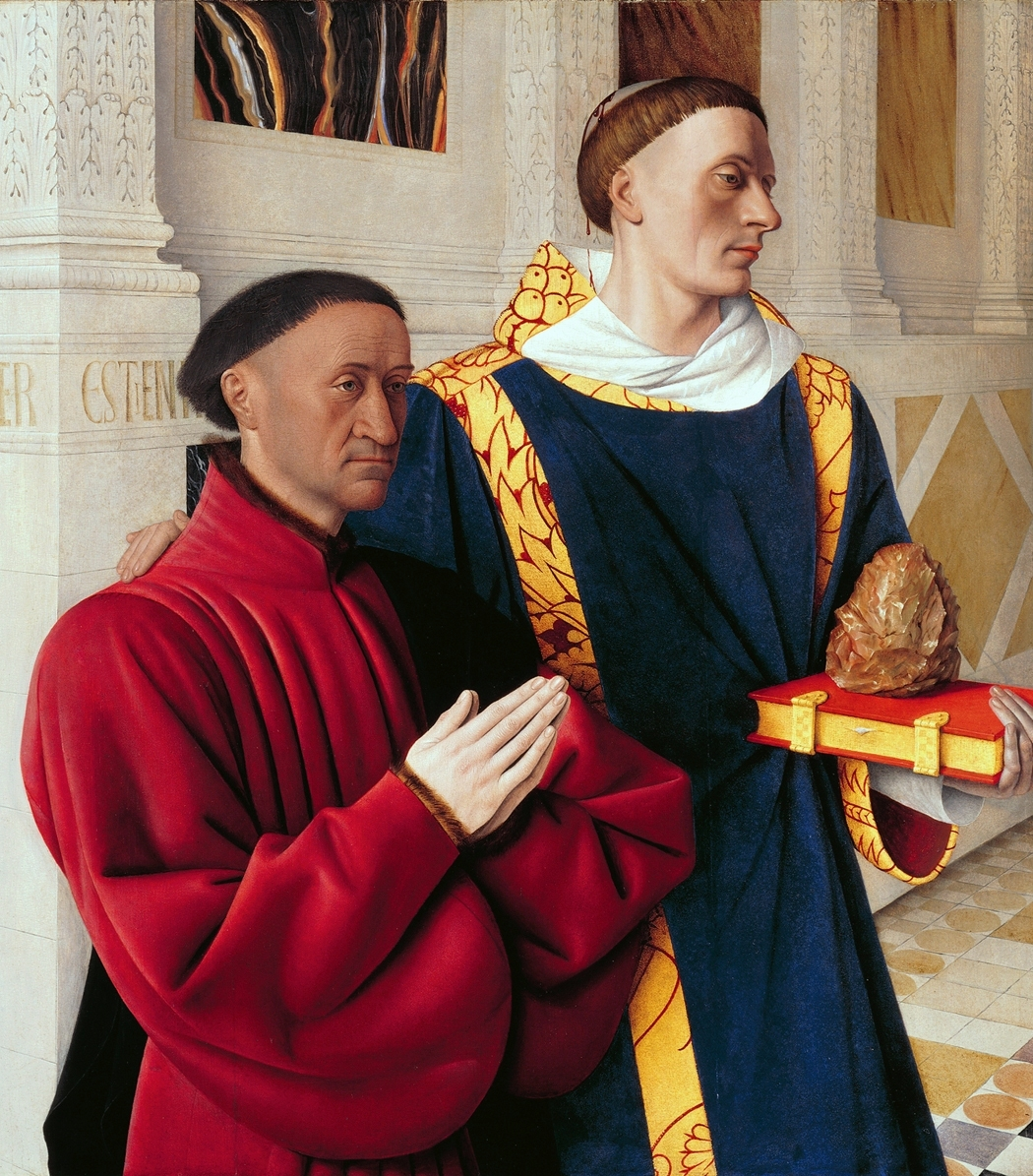
Портрет Етьєна Шевальє в «Меленському диптиху»
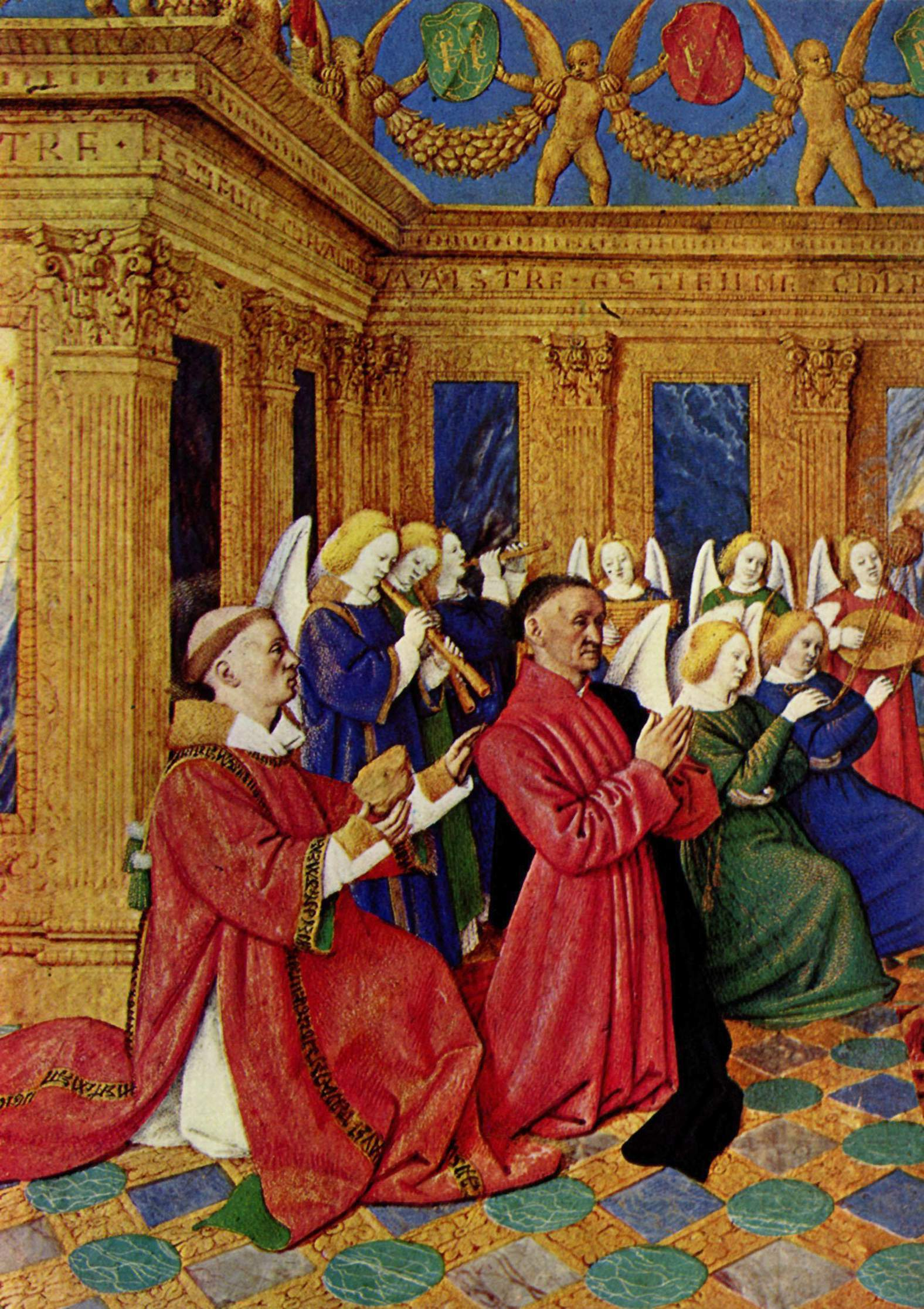
«Портрет Етьєна Шевальє зі святим покровителем»
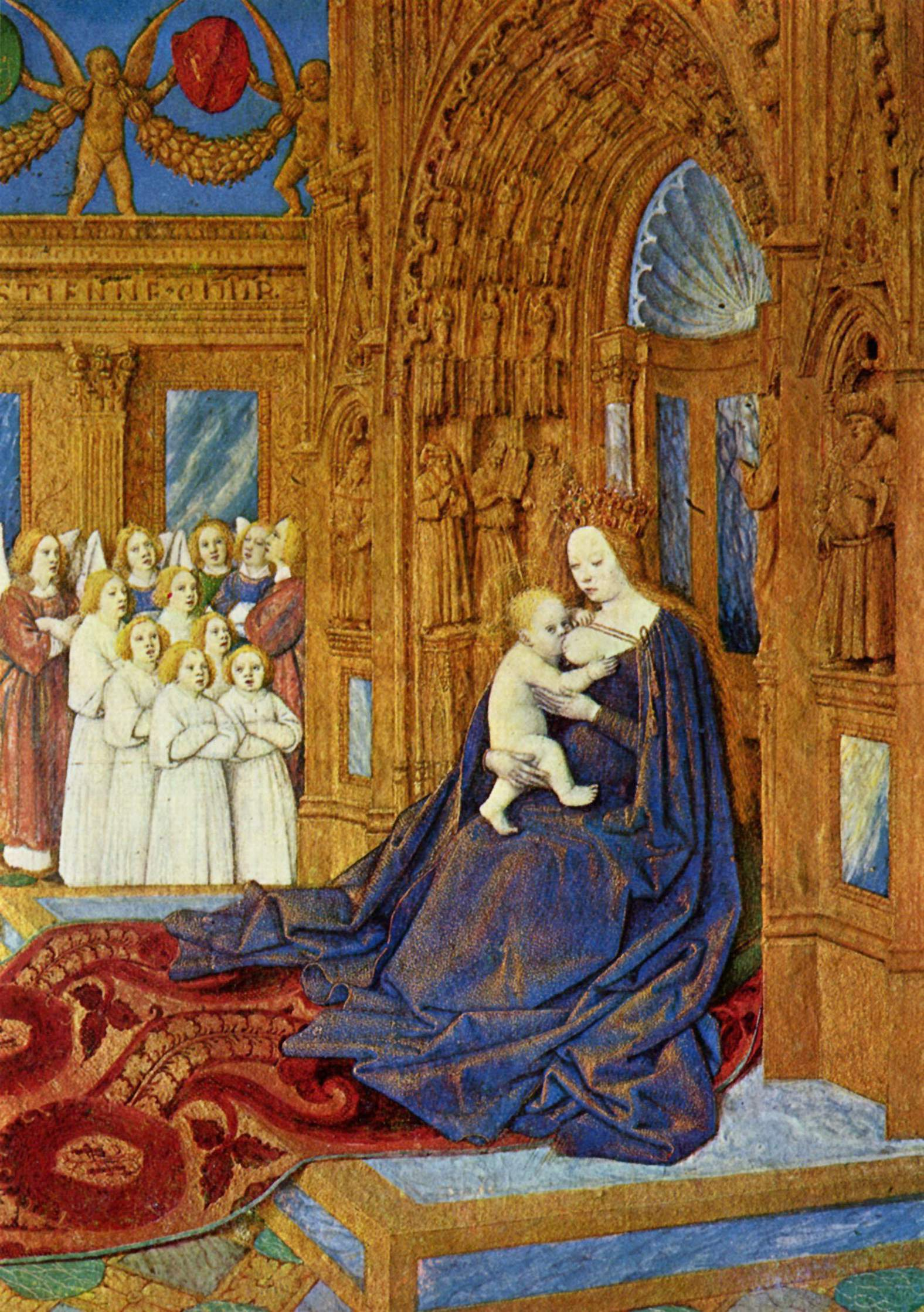
«Мадонна на троні»
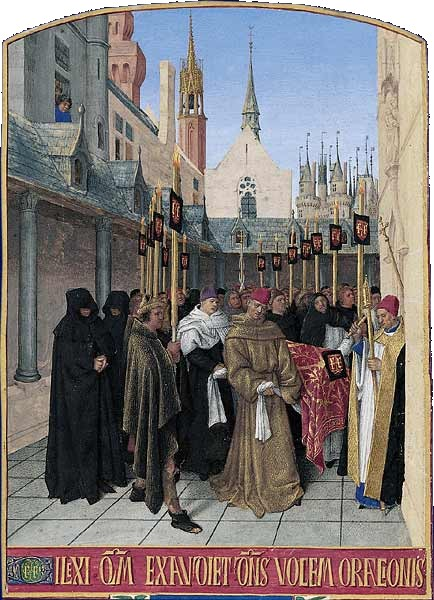
«Похорон Етьєна Шевальє»

## Стиль мініатюр
В часослові, виконаному в перші десятиліття французького Ренесансу, Фуке звільнився від традиційного для Середньовіччя формату ілюстрування манускриптів. Він видалив прикраси на полях, рамки та ін., перетворивши кожну мініатюру на свого роду картину. А використовуючи нові техніки, він оновив мистецтво ілюмінування. Ця нова концепція стала поворотним пунктом в історії французького мистецтва ілюстрації.
Художник активно використовував перспективу, гру світлотіні, ідеалізовану архітектуру Відродження при зображенні стародавніх будівель, а також задіяв реалізм в інтерпретації традиційних тем. Усі аркуші мають однаковий формат 16,5 см × 12 см, техніка — темпера по пергаменту. Деякі з аркушів — у поганому стані і потребують особливих умов зберігання.
Фуке помістив замовника Етьєна Шевальє в одне приміщення з Дівою Марією, але цим не обмежився і продовжив вільно вводити елементи сучасності. Приміром, він зобразив Карла VII і двох його синів як волхвів у сцені поклоніння Немовляті. На задньому плані — французькі війська, які перемагають в Столітній війні, їх можна впізнати за прапорами: Ісус — за Францію. В ілюстраціях з легкістю розпізнається сучасна французька архітектура: Собор Буржа в сцені «Благовіщення», Собор Паризької Богоматері і міст Сан-Мішель в «Зішесті Святого Духа».
На відміну від більш пізніх рукописів Жана Фуке, в цьому практично всі мініатюри виконані ним власноручно, що є ознакою раннього датування цієї роботи тим періодом, коли Фуке ще не мав у своєму розпорядженні великої майстерні з великою кількістю учнів і помічників і йому доводилося обмежуватися лише власними силами. У цьому ж — причина незвичайно високого художнього рівня кожного зображення.
Кілька листів розділені на два поля, що також стало нововведенням: у верхньому полі — основний сюжет, в нижньому — дотичні, або ж певна фантастична істота, як в готичної живописі.

## Збереженість і місцезнаходження
Всього збереглось 47 мініатюр, які сьогодні зберігають в декількох музеях. Найбільша частина з них знаходиться в музеї Конде, Шантійї:
- Музей Конде, Шантійї — 40 аркушів
- Британська бібліотека, Лондон Add. 37421 — 1 аркуш
- Музей Метрополітен — 1 аркуш
- Національна бібліотека, Париж, n.a. lat. 1416 — 1 аркуш
- Лувр, Departement des Arts graphiques, R. F. 1679, M. I. 1093 — 2 аркуша
- Fondation Wildenstein, Нью-Йорк — 1 аркуш
- Upton House, Lord Bearsted, National Trust — 1 аркуш.

Виявлений у 1981 році аркуш з текстом (нині у Upton House, Lord Bearsted, National Trust) дозволяє зробити деяку реконструкцію змісту книги.
Книга зберігалася в родині нащадків Шевальє до 1630 р. Останній в роду заповів свою бібліотеку родичу по бічній лінії, який вирішив розпродати все окремо. До 1700 р. в монастирі Сен-Мор часослов був розділений, краї аркушів з мініатюрами були обрізані, зображення були наклеєні на дубові дошки. Текст і великі літери, які були дуже близькими до мініатюр, і тому обрізати їх було неможливо, відретушували або ж заклеїли шматками пергаменту. Таким чином, зображення стали окремими «картинами».
Після 1789 р. вони розійшлися по різним власникам. У 1805 р. Ж. Брентано (Georges Brentano de Francfort) придбав в Базелі більшу частину (40 аркушів), його син поступився ними герцогу Омальському, засновнику музею Конде. У 1847 р. мініатюра «Маргарита Антіохійська», у якій бракує нижньої половини аркуша, була продана з аукціону в Парижі, її покупець, Шарль Саважо (Charles Sauvageot), в 1856 р. заповів її Лувру. У 1889 р. Лувр придбав також «Милосердя св. Мартіна». У 1881 р. герцог де ла Тремуй запропонував Національній бібліотеці в Парижі «Святу Анну з трьома Маріями». «Права рука Господа захищає праведних від демонів» зберігається в музеї Метрополітен, «Святий Врен виліковує хворих» — у фонді Вілдерстайн, Нью-Йорк, «Молитва Давида» — в Британській бібліотеці, а «Битва Св. Михаїла з драконом» — в Аптон-Хаусі.